# Tammy Jacques
Pour les articles homonymes, voir Jacques.
Tammy Jacques-Grewal née le 3 décembre 1965 à Lewiston, est une coureuse cycliste américaine.

## Biographie
Tammy Jacques est mariée au cycliste américain Rishi Grewal, avec qui, elle a deux enfants. Son beau frère Alexi Grewal est devenu champion olympique sur route en 1984. Tammy a pris une retraite un peu anticipée du circuit professionnel en 1999, alors qu'elle avait 33 ans, elle était atteinte d'une maladie mal diagnostiquée avec des fortes douleurs à l'abdomen, les symptômes se sont accentués en 2006. Avec l'aide d'un spécialiste, elle a commencé un traitement en 2008 et subit une dernière opération en 2010 qui l'ont aidées à se débarrasser de tous les calculs obstruant son canal pancréatique. Les médecins ont retrouvés l'origine de sa maladie dans un accident de vélo survenu en 1993, dont l'impact aurait serti le canal devenant comme un tuyau tordu.  Elle revient au VTT la même année, pour remporter la Mount Evans Hill Climb.

## Palmarès sur route
- 1990
  - Killington Stage Race
    - Classement général
    - 3e et 5e étapes
- 1992
  - 2e étape de Casper Classic
  - 2e de Casper Classic
- 1996
  - 2e du Redlands Bicycle Classic

## Palmarès en VTT

### Coupe du monde
- Coupe du monde de cross-country 
  - 1991
    - 3e de la manche à Mammoth Lakes

  - 1992
    - 3e de la manche à Hunter Mountain

  - 1994
    - 3e de la manche à Mammoth Lakes

  - 1995
    - 3e de la manche à Rome

  - 1996
    - 3e de la manche à Mont Sainte-Anne

  - 1997
    - 3e de la manche à Vail

### Autres
- 2010
  - Mount Evans Hill Climb
- 2011
  - Mount Evans Hill Climb
- 2012
  - Mount Evans Hill Climb